# Wasteland Warriors
Die Wasteland Warriors sind eine Gruppe von internationalen Künstlern mit Hauptsitz in Deutschland, die sich auf postapokalyptische Kostüme, Fahrzeuge, Bauten und Requisiten spezialisiert haben. Sie sind für ihre aufwändigen und detailreichen Kostüme und Performances über die deutschen Grenzen hinaus bekannt und auf zahlreichen nationalen und internationalen Veranstaltungen und Produktionen vertreten.

## Geschichte
Die Wasteland Warriors wurden im Jahr 2013 von Joe Neuvième als Kostümgruppe gegründet. Hierbei verfolgten die ersten Mitglieder der Gruppe, als Abspaltungen von den in Deutschland üblichen Standards von Live-Rollenspiel-Kostümen, eine Umsetzung von fiktiv-dystopischem Design unter dem Einsatz realer, eine Apokalypse überdauernder Materialien. Seit ihrer Gründung haben sie sich zu einer der bekanntesten Gruppen in der deutschen, europäischen und amerikanischen Endzeitszene entwickelt. So entstand über die Jahre aus der anfänglichen Kostümkünstlergruppe ein Künstlerkollektiv, welches die fiktive Postapokalypse zum Leben erweckt. Es folgten Umsetzungen von ganzen Szenerien, in denen Veranstaltungsbesucher die Darsteller erleben oder Paraden aus umgebauten Fahrzeugen beiwohnen können.

### Jubiläum
Im Jahr 2023 feierten die Wasteland Warriors ihr 10-jähriges Bestehen. Damit ist das Kollektiv nicht nur die älteste Gruppe Deutschlands mit ihrem postapokalyptischen Fokus, sondern auch die am längsten bestehende und größte aktive postapokalyptische Community in Europa. Im Rahmen des Wacken Open Air 2023 feierte die Gruppe zusammen mit dem Festivalveranstalter ebenfalls das 10-jährige Bestehen des Wacken Wastelands.

## Stil
Die Kostüme der Wasteland Warriors zeichnen sich durch eine detaillierte und individuelle Gestaltung aus. Die Mitglieder der Gruppe müssen ihre Kostüme, Requisiten und Fahrzeuge selbst herstellen und modifizieren. Ein hoher Wert liegt hierbei auf der Einzigartigkeit ihrer jeweiligen Kreationen und der Abhebung von vorhandenen Designs. Von anfänglichen Inspirationen aus Filmen wie Waterworld oder Mad Max und Computerspielen wie Fallout oder Metro entstanden über die Zeit wechselseitige Einflüsse zwischen den Wasteland Warriors und der Film- und Spieleindustrie. Ein Alleinstellungsmerkmal im deutschsprachigen Raum bildet hierbei die Umsetzung des sogenannten Displays, einer mit Detailliebe mühevoll dekorierten Szenerie aus Bauten, Containern und Gerüsten, welche die fiktive Dystopie widerspiegeln soll, in der sich die Künstler bewegen.

## Veranstaltungen
Die Wasteland Warriors sind als Show- und Künstlergruppe auf zahlreichen Veranstaltungen in Deutschland und anderen Ländern aufgetreten. Dazu zählen Festivals wie Wacken Open Air, Mera Luna Festival, Wave-Gotik-Treffen oder dem Mittelalterlich Phantasie Spectaculum sowie Messen wie die RPC oder Fantasy Basel und Privatveranstaltungen. Hierbei erschaffen sie durch ihre Performances, mit ihren Kostümen, Requisiten und Fahrzeugen sowie durch ihre eigens gefertigten Displays eine düstere postapokalyptische Atmosphäre. Die interaktiven Displays sind hierbei für die Besucher der Veranstaltung zugänglich. So können die Künstler hautnah erlebt und Eindrücke vom Prozess der dargebotenen Kunstform gewonnen werden.

### Wacken Open Air
Das norddeutsche Heavy-Metal-Festival Wacken Open Air steht in besonderer Verbindung zur Künstlergruppe, da dieses als Geburtsstätte gilt. Die Gruppe ist seit 2013 fester Bestandteil des Festivals und ist maßgeblich am Aufbau und der Umsetzung des Wacken Wastelands beteiligt. Der in der Anfangszeit kleine Aufbau wuchs über die Jahre und etablierte sich zu einem eigenständigen Bereich des Festivals. Zunächst entstand das Wacken Wasteland zusammen mit dem mittelalterlichen Schwertschaukampf im Wackinger Village. Seit dem Jahr 2022 ist das Wacken Wasteland und die damit verbundene Wasteland Stage sowie die Künstlergruppe mit ihrem Display und Fahrzeugen im Wacken Plaza zu finden.

## Film, Fernsehen, Musik und Gaming
Die Wasteland Warriors haben auch Verbindungen zu Film, Fernsehen, Musikern und der Computerspielbranche. So haben sie beispielsweise mit Ubisoft, Bethesda, Plaion, Koch Media, InXile Entertainment und Warner Bros. sowie ARD, ZDF, RTL und SAT.1 zusammengearbeitet. Als buchbares Künstlerkollektiv unterstützen sie hierbei von der Planung bis zur Umsetzung des Projekts und wirken als Modelle, Schauspieler oder Kostümdesigner an der Produktion mit.
Zu den Musikern, mit denen die Wasteland Warriors zusammengearbeitet haben, gehören unter anderem Bushido, Megaloh, Cypecore, Powerwolf, Annisokay, Electric Callboy, Megabosch und Doro Pesch. Mitglieder der Gruppe wurden für die deutschsprachige Promotion von FarCry - New Dawn beauftragt und arbeiteten an der Designumsetzung von Wasteland 3 mit. Der verstorbene Künstler Zombie Boy war ein passionierter Fan der Wasteland Warriors. Darüber hinaus ist die Gruppe in Der letzte SONG AUS DER BOHNE (Akt 2) des YouTubers Julien Bam zu sehen. Für den Comicband Mad Max: Fury Road – Max Part One zu Georg Milers gleichnamiger Verfilmung wurde der Autor Mark Sexton nach eigener Aussage durch die Kostüme der Gruppe inspiriert. Dargestellt wird die Gruppe als Kämpfer im Thunderdome der Stadt Gastown.
In der RTL+ Original Serie Legend of Wacken, welche die von wahren Begebenheiten inspirierte Geschichte der Gründer des Wacken-Open-Air-Festivals erzählt, werden die Wasteland Warriors von Thomas Jensen angeheuert, um eine Bühne vor dem Krankenhaus zu errichten, in welchem sein Freund Holger Hübner liegt. Auf der errichteten Wasteland Stage, welche an die originale Bühne auf dem Wacken Open Air angelehnt ist, spielt Doro anschließend für Holger, welcher anschließend aus seinem Koma erwacht.

### Reportagen
- 2015 Wacken TV – Wasteland Warriors – Wacken Open Air 2014[22]
- 2015 Prosieben – taff: Deutschland deine Cliquen: Folge 3[23]
- 2016 Wacken TV – Wackinger Village and Wasteland Warriors – 360° VR at Wacken Open Air 2016[24]
- 2018 shz.de – WOA 2018: Endzeitstimmung in Wacken[25]
- 2019 SAT.1 Regional – WOA 2019: Endzeit-Outfit basteln mit den Warriors[26]
- 2020 Arte TRACKS – Apokalypse auf dem Wacken Festival: Wasteland Warriors[27]
- 2022 NDR Schleswig-Holstein Magazin – Zu Gast bei den Wasteland Warriors[28]
- 2022 SAT.1 Regional – Wacken Open Air 2022: Skurrile Kostüme bei den Wasteland Warriors & Co.[29]
- 2022 SAT.1 Regional – Wasteland Warriors & Co.: Die skurrilsten Outfits beim Wacken Open Air 2022[30]
- 2023 shz.de - Wackinger trifft Wasteland Warriors: So viel Fantasie steckt im Wacken Open Air[31]
- 2023 SAT.1 Regional - Der Landreporter trifft die Wasteland Warriors auf dem Wacken Open Air 2023[32]
- 2023 Harry Metal - Wacken Open Air 2023 #17[33]
- 2023 DW History and Culture - How Women are Conquering Metal[34]

### Musikvideos
- 2018 Cypecore – The Alliance[35]
- 2018 Anniskoay – Unaware[36]
- 2018 Walking Dead On Broadway – Hostage To The Empire[37]
- 2018 Powerwolf – Killers With The Cross[38]
- 2018 Lina – Rebellen[39]
- 2019 Electric Callboy – Supernova[40]
- 2021 Megaloh, Oga Beats – 21[41]
- 2021 Bushido – King Sonny Black[42]
- 2021 Kanani – Late Night[43]
- 2022 Screamer – Kingmaker[44]
- 2023 Doro Pesch – Time for Justice[45]
- 2023 Doro Pesch - Children Of The Dawn[46]

### Fernsehserien
- 2023 Legend of Wacken – Staffel 1, Episode 6: All for Metal[47]